# Austrochaperina yelaensis
Espèce
Statut de conservation UICN

 DD  : Données insuffisantes
Austrochaperina yelaensis est une espèce d'amphibiens de la famille des Microhylidae.

## Répartition
Cette espèce est endémique de l'archipel des Louisiades en Papouasie-Nouvelle-Guinée. Elle se rencontre dans les îles Rossel et Tagula,.

## Description
La femelle holotype mesure 20,5 mm.

## Étymologie
Son nom d'espèce, composé de yela et du suffixe latin -ensis, « qui vit dans, qui habite », lui a été donné en référence à Yela, autre nom de l'île Rossel, d'où provient l'holotype.

## Publication originale
- Zweifel, 2000 : Partition of the Australopapuan microhylid frog genus Sphenophryne with descriptions of new species. Bulletin of the American Museum of Natural History, vol. 253, p. 1-130 (texte intégral).